# Ghost Lake
Ghost Lake är en reservoar i Kanada.   Den ligger i provinsen Alberta, i den centrala delen av landet, 2 900 km väster om huvudstaden Ottawa. Ghost Lake ligger 1 188 meter över havet. Arean är 9,5 kvadratkilometer. Den sträcker sig 6,7 kilometer i nord-sydlig riktning, och 9,4 kilometer i öst-västlig riktning.
Trakten runt Ghost Lake består i huvudsak av gräsmarker. Runt Ghost Lake är det mycket glesbefolkat, med 3 invånare per kvadratkilometer.